# Maurice Chabas
Pour les articles homonymes, voir Chabas.
Maurice Chabas est un peintre symboliste français, né le 21 septembre 1862 à Nantes, et mort le 11 décembre 1947 à Versailles.

## Biographie

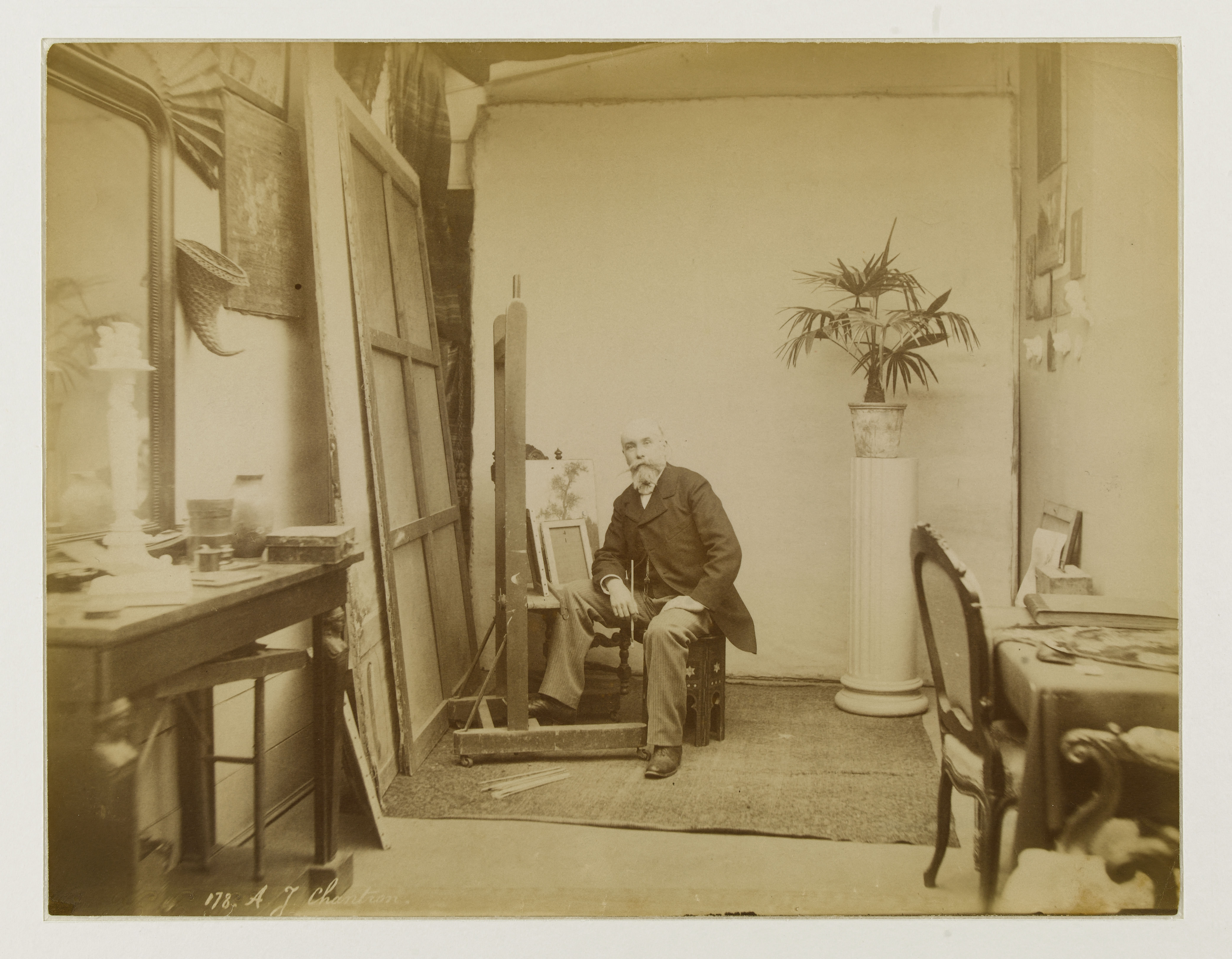
Alexandre-Jacques Chantron.

Maurice Chabas, troisième des quatre enfants de Charles Oscar Chabas, négociant en draps à Nantes, et de son épouse née Marguerite Loïsa Ferrus (qui se remariera avec Charles Leduc), naît au 1, rue de la Casserie à Nantes dans une famille de commerçants drapiers cultivés ; son père, peintre amateur, encourage la vocation artistique de ses deux fils Maurice et Paul, tandis que leur frère aîné, Charles, reprendra l'affaire de commerce familial, le magasin à l'enseigne Le Rat goutteux situé dans le quartier du Bouffay, à l'angle du cours des 50-Otages et de la rue de la Barillerie. Il est également le neveu de François Chabas.
Maurice effectue ses études secondaires au lycée Georges-Clemenceau, puis est élève d'Alexandre-Jacques Chantron à l'Académie des Beaux-arts de Nantes avant son service militaire dans un régiment de zouaves à Chalon-sur-Saône.

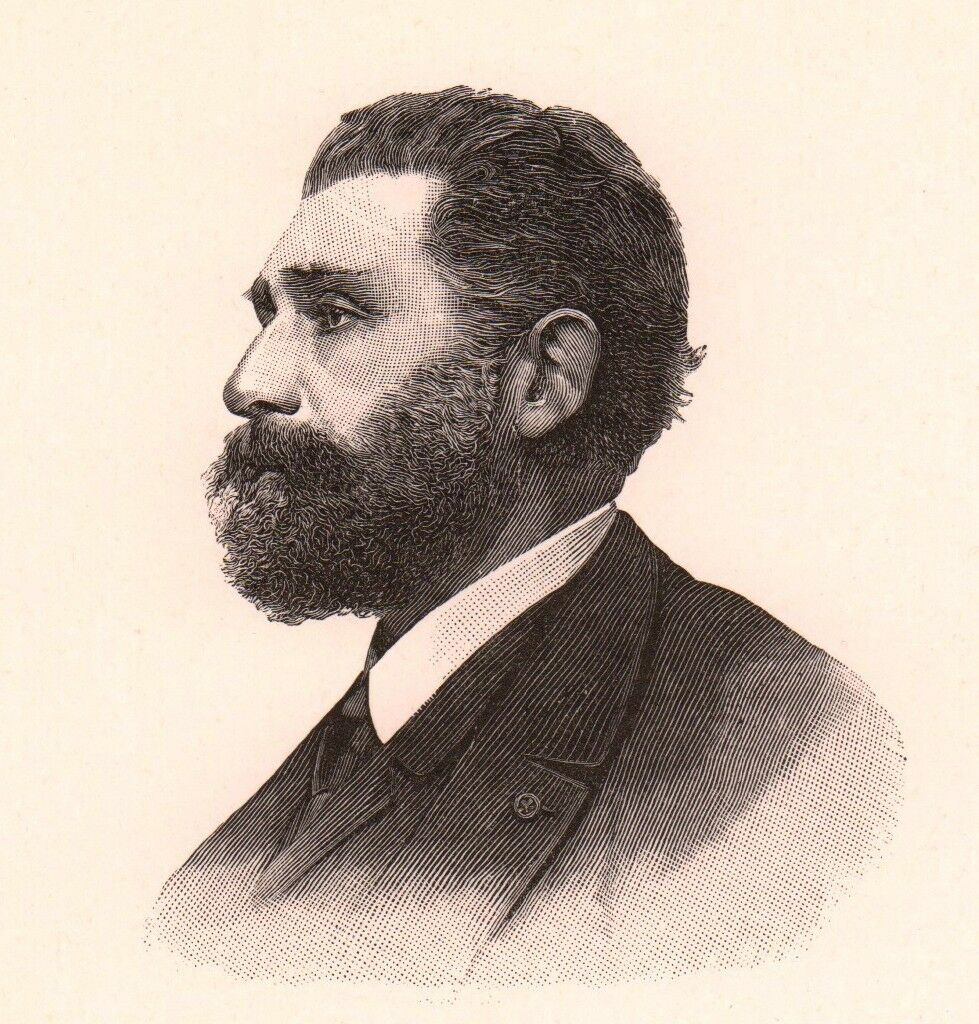
Tony Robert-Fleury.

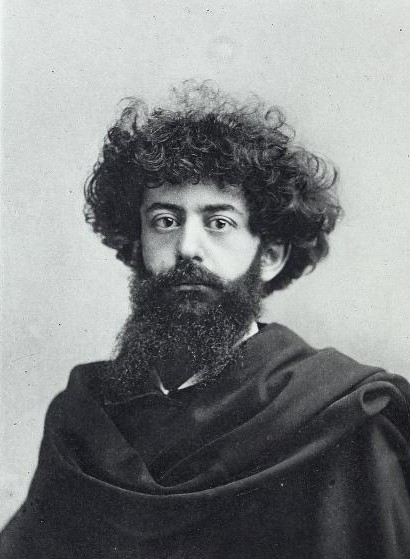
Joséphin Peladan.

En 1883, Maurice et Paul s'inscrivent à l'Académie Julian à Paris, où ils ont pour enseignants le professeur en titre Tony Robert-Fleury (1837-1911) ainsi que William Bouguereau (1825-1905), Gustave Boulanger (1824-1888), Jules Lefebvre (1836-1911) et, entre autres, Jules Adler (1865-1952) pour condisciple.
Peintre de chevalet et d'art monumental, Maurice Chabas est un artiste prolifique. Il débute au Salon des artistes français de 1885 où il présentera ses œuvres jusqu'en 1913. Il y découvre Pierre Puvis de Chavannes qui l'influencera par son style et ses sujets. Il expose aussi au Salon des Amis des beaux-arts de Nantes de 1890 à 1907, et à divers salons d'inspiration chrétienne.
Artiste sensible et mystique, il adhère aux pensées développées par Joséphin Peladan et participe à tous les Salons de la Rose-Croix de 1892 à 1897. Il y rencontre Alphonse Osbert, membre du groupe des Inquiets (plus tard appelé l'Éclectique) qui y expose en 1894 et dont certaines œuvres lui sont proches par l'inspiration et la technique. Ses peintures symbolistes se parent de titres aux noms évocateurs d'un idéal mystique qu'il pense être nécessaire à l'être humain : Celsa (Phase extatique) ou Mélété (Mélodie du soir-sensation de calme et de recueillement). Sa notoriété s’étend et, dès 1895, son œuvre est l'objet d'une exposition à la galerie des Arts réunis, avenue de l'Opéra à Paris. Le divisionnisme lui fait adopter un style moins classique pour ses paysages de rêve et ses ciels éthérés. Parallèlement, il réalise de nombreux décors comme celui de la mairie de Montrouge en 1884, et de la mairie 14e arrondissement de Paris en 1889.

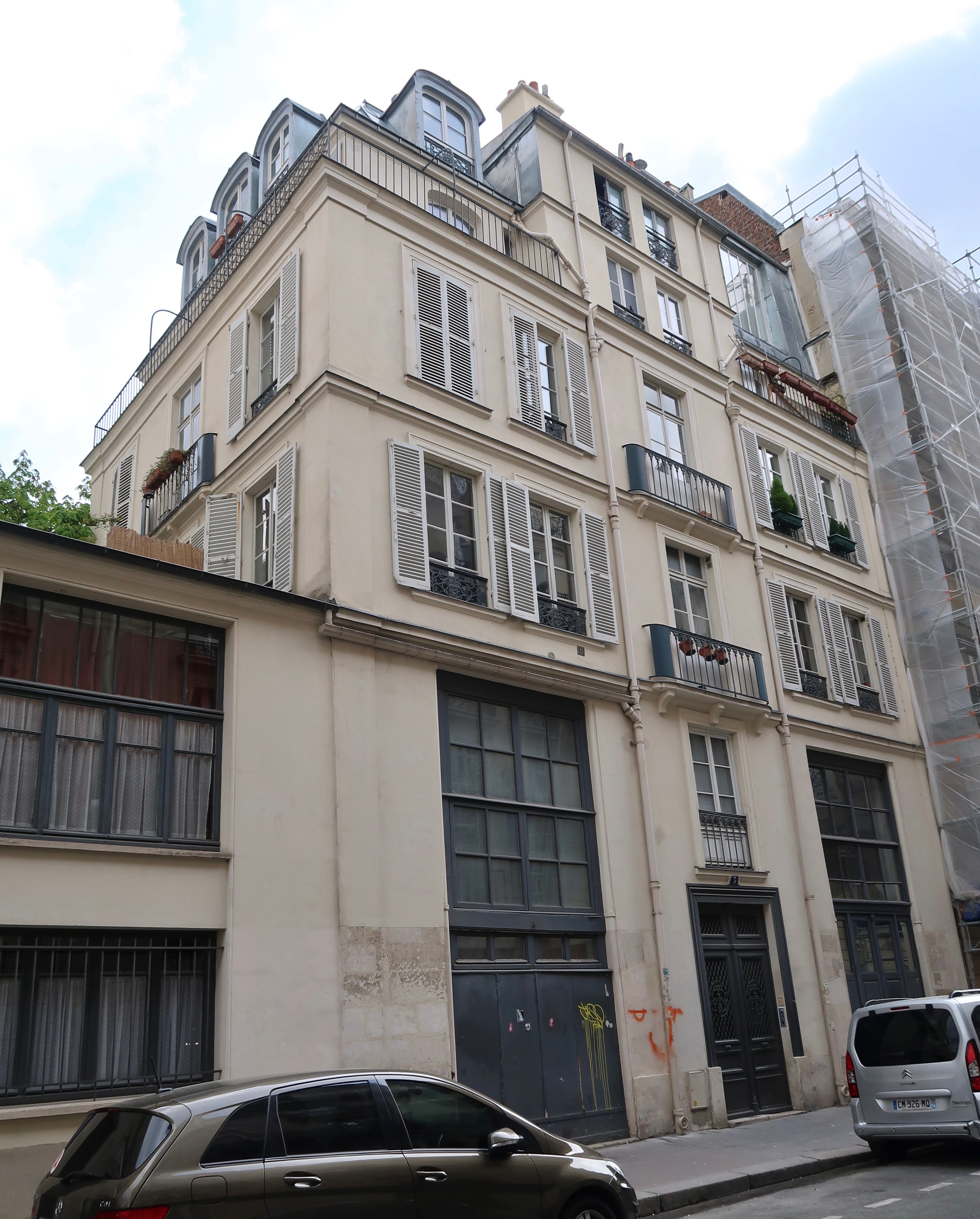
Paris, 3, rue Joseph-Bara.

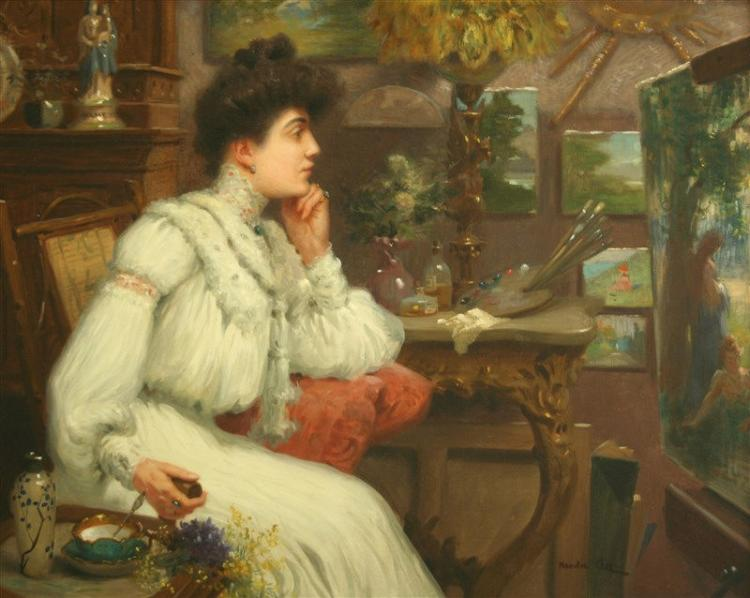
Maurice Chabas, L'Élégante dans l'atelier, huile sur toile, vers 1900.

En 1895, il obtient la commande de la décoration du buffet de la gare de Lyon-Perrache avec quatre grandes toiles marouflées représentant des Allégories à la gloire de la soierie lyonnaise.
En 1898, il remporte le concours ouvert pour la décoration de la salle des mariages de la mairie de Vincennes. Il y réalise un ensemble de sept toiles marouflées en 1902. Il demeure alors au no 3 rue Joseph-Bara à Paris.
À partir de 1900, il s'installe au no 3 villa Sainte-Foy à Neuilly-sur-Seine, où son atelier devient un salon où se retrouvent l'écrivain Léon Bloy (lequel s'installera en 1911 à Bourg-la-Reine), Lucien Lévy-Bruhl, le père Antonin Sertillanges (1863-1948), alors secrétaire de la Revue biblique après en avoir été le censeur, l'astronome Camille Flammarion, passionné de spiritisme, l'écrivain Maurice Maeterlinck, le professeur de médecine Charles Richet, Joséphin Peladan, fondateur du Salon de la Rose-Croix. René Guénon, Édouard Schuré et autres confrères du groupe fréquentent également son atelier.
La même année, il réalise la toile de Marseille pour la grande salle du restaurant Le Train bleu de la gare de Lyon à Paris.
En 1915, il fait la connaissance en Belgique de Gabrielle Castelot, née à Anvers en 1888, mère de deux garçons, André Castelot (né en 1911), qui deviendra un historien de renommée, et Jacques Castelot (né en 1914), qui sera comédien. De cette union naîtra plus tard une fille, Germaine Chanteaud-Chabas, qui sera également férue d'astronomie.
La déclaration de la Première Guerre mondiale les force à quitter la Belgique pour se réfugier en Angleterre, puis ils rentrent en France au cours du dernier trimestre de l'année 1914 et résident au no 42 rue de Lubeck à Paris. Maurice Chabas s'oriente dès lors vers une simplification stylistique, soumise à une pensée spirituelle et cosmique qui aboutit vers 1920 à une abstraction totale, dont il présentera les travaux à Nantes en 1925, ainsi qu'à la galerie Devambez en 1913, laquelle édite un recueil de lithographies accompagné d'un texte du peintre, Vers l’Amour suprême, destiné à élever les âmes et les aimanter vers les états supérieurs de la « vie universelle ».
Il participe aux Salons et aux Expositions universelles de Paris en 1900 et de Bruxelles en 1910. En mars 1914, il reçoit Judith Gautier dans son atelier de Neuilly-sur-Seine, celle-ci étant la seule femme peintre à avoir obtenu une dérogation pour exposer au Salon de la Rose-Croix ; leurs entretiens sont d'ordre spirituel. En 1918, il vient vivre au 8, avenue Saint-Philibert à Paris et y résidera jusqu'en 1925, année où il s'installera définitivement au 3, rue de la Paroisse à Versailles.
En 1923, il est un des cofondateurs du Salon des Tuileries avec, entre autres, Bessie Ellen Davidson et Charles Dufresne, et participe le 15 juin au déjeuner organisé par Ambroise Vollard pour remettre le premier et unique prix littéraire des peintres, dit prix des Peintres  : parmi les membres du jury se trouvent Louise Hervieu, Jacqueline Marval, Marie Laurencin, Albert Besnard, Georges Besson, Pierre Bonnard, Antoine Bourdelle, Marc Chagall, Maurice Denis, André Derain, Jean-Louis Forain, Henri Gervex, Albert Laprade, Henri Matisse, Pablo Picasso, Georges Rouault, Rousse[Lequel ?], Sem, Paul Signac, Kees Van Dongen, Maurice Vlaminck et Édouard Vuillard, et le lauréat en est Paul Valéry.

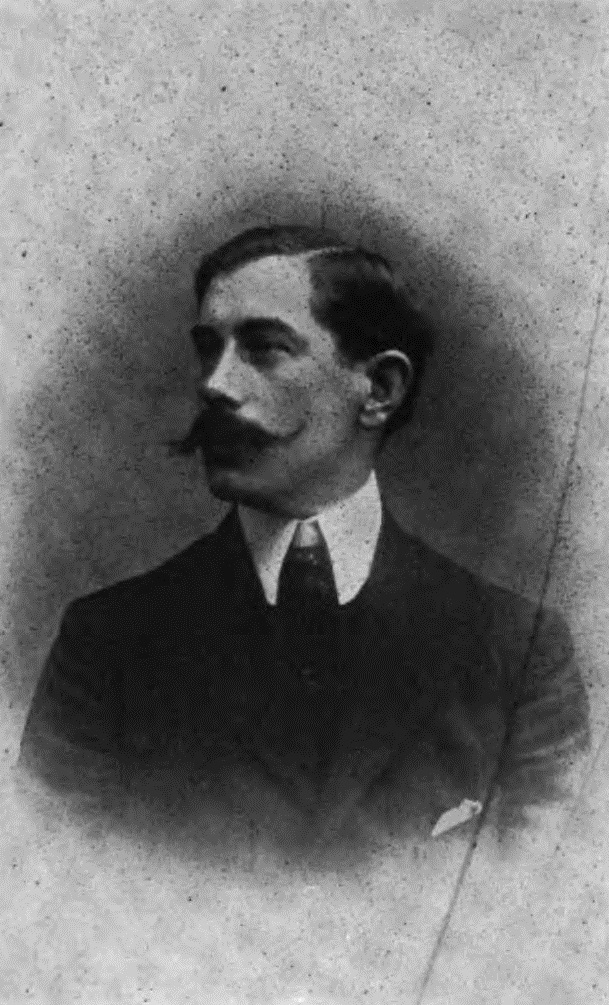
Alphonse de Chateaubriant.

Il devient membre du Salon d'automne, ainsi que de la Société idéaliste et de la Société moderne, et expose au Carnegie Institute of Pittsburgh. Il restera fidèle à un spiritualisme exalté qu'il défend encore en 1935 dans une lettre au directeur des Beaux-arts : « L'Humanité actuelle a besoin d'un idéal supérieur. Nous ne pouvons plus vivre dans le déséquilibre créant la dysharmonie qui mène à la destruction et à la mort. Il faut l'Esprit pour donner la vie à la matière et aux œuvres. ». Son ami Alphonse de Chateaubriant lui écrit la préface de son ouvrage Sur les Routes du Lot qu'il a entrepris en 1935 à la demande d'un autre ami, l'écrivain Anatole de Monzie (1876-1947), sénateur et député du Lot, ancien ministre. En 1937 meurt Paul, son frère cadet. Bien que vivant modestement, il renâcle à se séparer de ses toiles. C'est dans ces années-là qu'il fait la connaissance de Jean Marchand, dit « Mercator », avec lequel il aura des entretiens d'ordre spirituel.
Sur la fin de sa vie, il ne peint plus pratiquement que des sujets religieux dans une grande luminosité vaporeuse qui tend vers l'abstraction. Il ne voit pratiquement plus personne et vit replié loin des siens, et s'éteint ainsi le 11 décembre 1947 chez lui à Versailles.
Le sculpteur Jacques Louis Robert Villeneuve a modelé son portrait en buste de bronze, acquis en 1917 (Paris, Archives nationales). Myriam Reiss-de-Palma a réalisé le catalogue raisonné de l'artiste, où elle recense 903 numéros, dont 873 sont illustrés dans son ouvrage.

## Œuvres

### Illustrations
- Vers l'amour suprême, recueil de lithographies, Éditions de la galerie Devambez, 1913.
- Psaumes d'amour spirituel, préface de Camille Flammarion, Éditions de la Revue contemporaine, 1920, 219 p.
- Gabrielle Castelot, Flamme divine, préface d'Édouard Schuré, illustration de Maurice Chabas, 1922.
- Les Trois activités humaines. Esprit scientifique et sentiment religieux. Occultisme et mysticisme. Leurs rapports avec les états sociaux et l'évolution humaine, six dessins à la plume et au lavis de Maurice Chabas, 1928.
- Roger Toziny, Montmartre et sa commune libre, photographies de Maurice Chabas, Éditions la Vache enragée, 1934.
- Sur les routes du Lot, préface d'Alphonse de Chateaubriant , Paris, Éditions Gigord, 1936 ; réédition en 2005.
- Pinson-Buzon, La Joie intérieure, préface de Jean Albert-Sorel, illustration Maurice Chabas, 1946.

### Estampes
- Les Amis des Artistes, 1916, affiche, Devambez, Paris, 9,06 × 148,84 cm.
- Exposition d'art décoratif en faveur de l'aiguille française et du soldat dans la tranchée, 1917, réalisée au profit d'une œuvre caritative, bibliothèque université de Montréal, Canada.

### Œuvres dans les collections publiques
États-Unis
- Détroit, Detroit Institute of Arts, Sérénité, huile sur toile, 1911[12].

 Finlande
- Helsinki, Musée Ateneum

 France
- Bourgoin-Jallieu, musée municipal.
- Brest, musée des beaux-arts de Brest[13]
  - Vers des cieux nouveaux, pastel et rehauts de gouache sur papier, 41,5 × 57,4 cm ;
  - Spéculation spatiale, pastel sur papier, 43,3 × 58,5 cm.
- Chambourcy, mairie : Paysage, huile sur toile.
- Laval :
  - Chapelle Saint-Julien, peinture du chœur.
  - musée du Vieux-Château :
    - Femme et enfant, dessin à la mine de plomb, craie blanche sur papier ;
    - Idéal pays, paysage imaginaire, 1896, huile sur toile.
- Lyon, gare de Lyon-Perrache : Allégories à la soierie Lyonnaise, vers 1895, quatre huiles sur toile marouflées ornant la salle de restaurant de la brasserie, plusieurs toiles ont disparu au cours de travaux de transformations[Quand ?].
- Moirans, église Saint-Pierre et Saint-Paul, Saint-Pierre, cinq toiles marouflées de l'abside[14].

Abside de l'église Saint-Pierre et Saint-Paul de Moirans
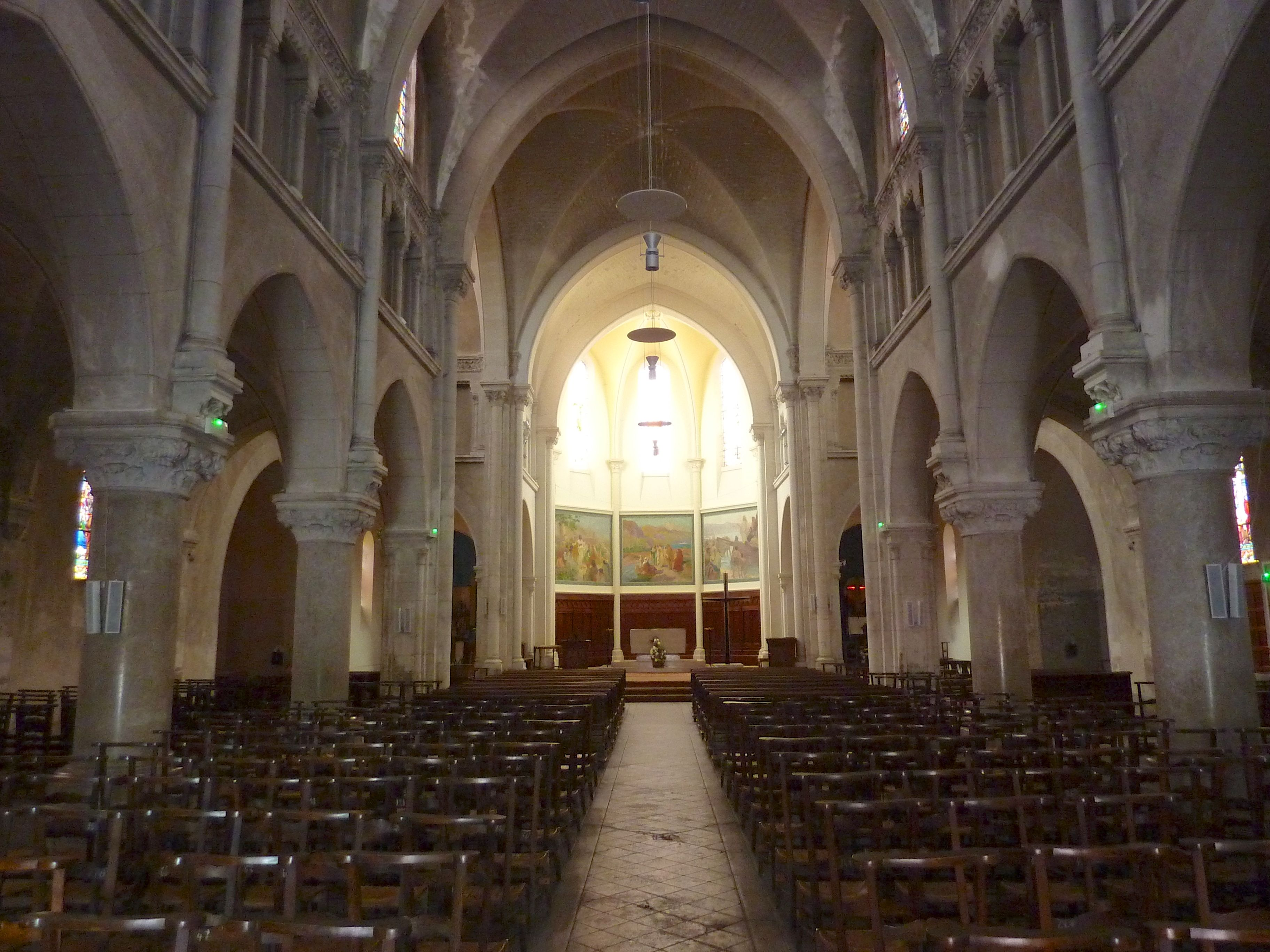
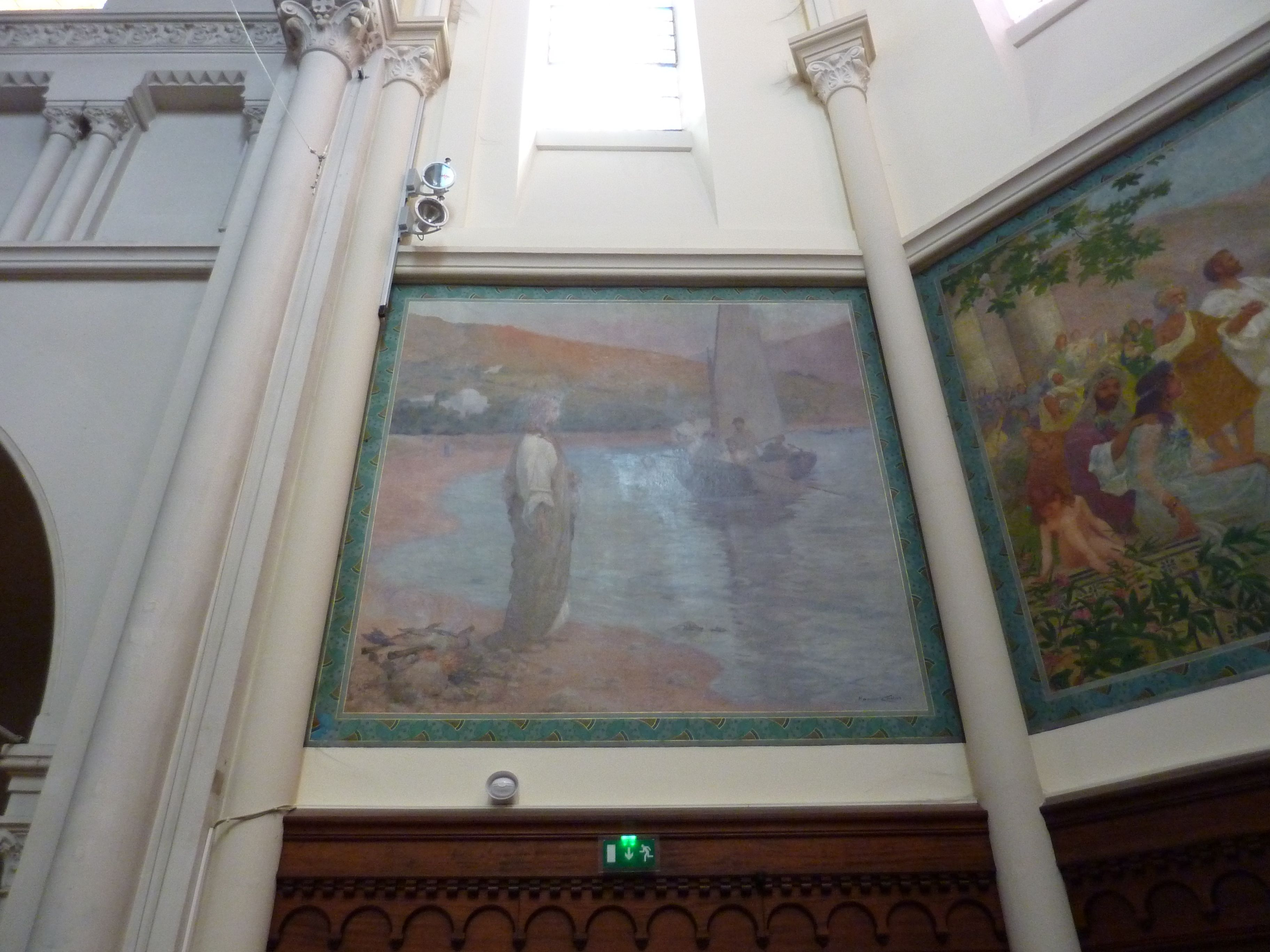
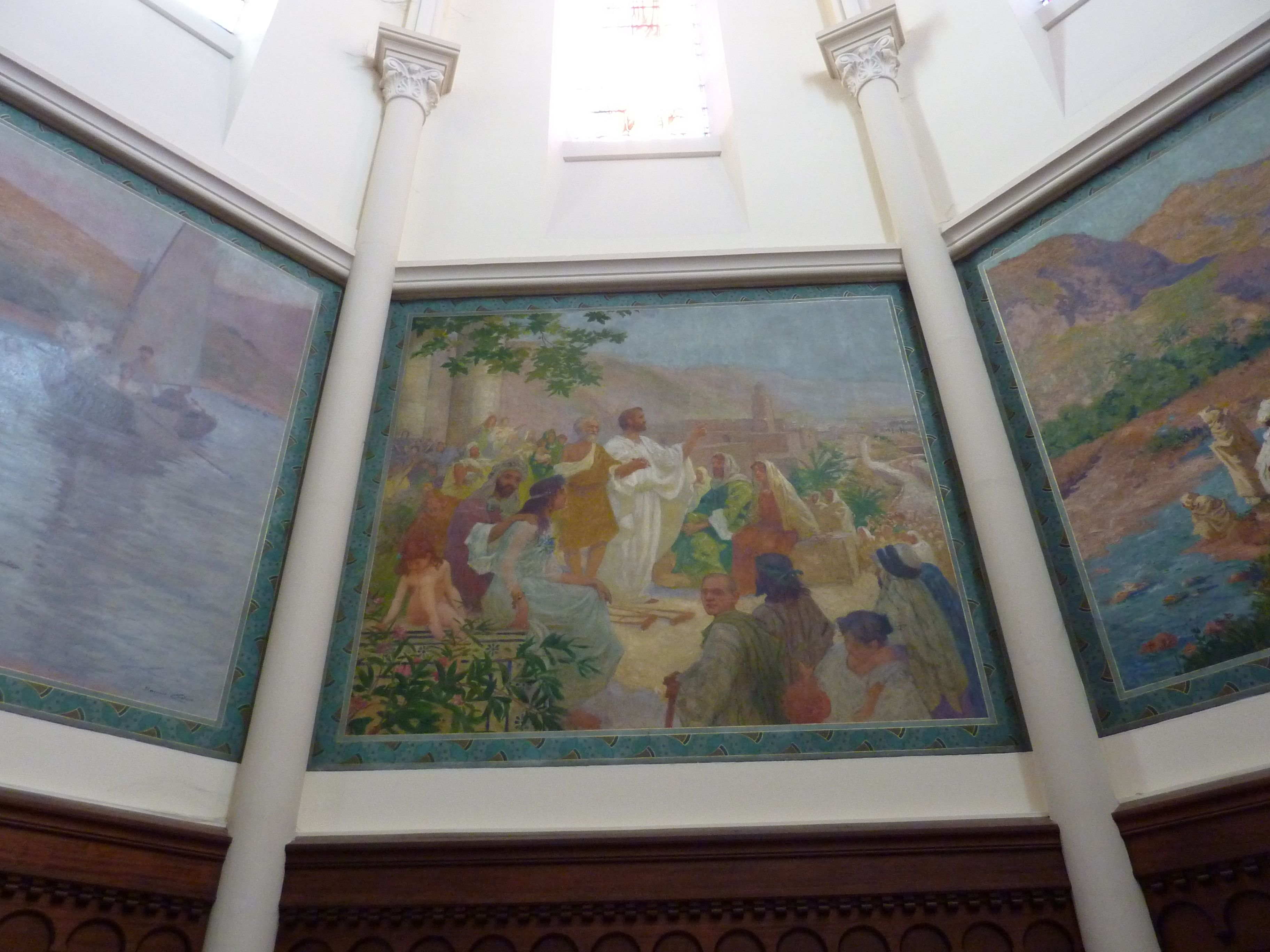
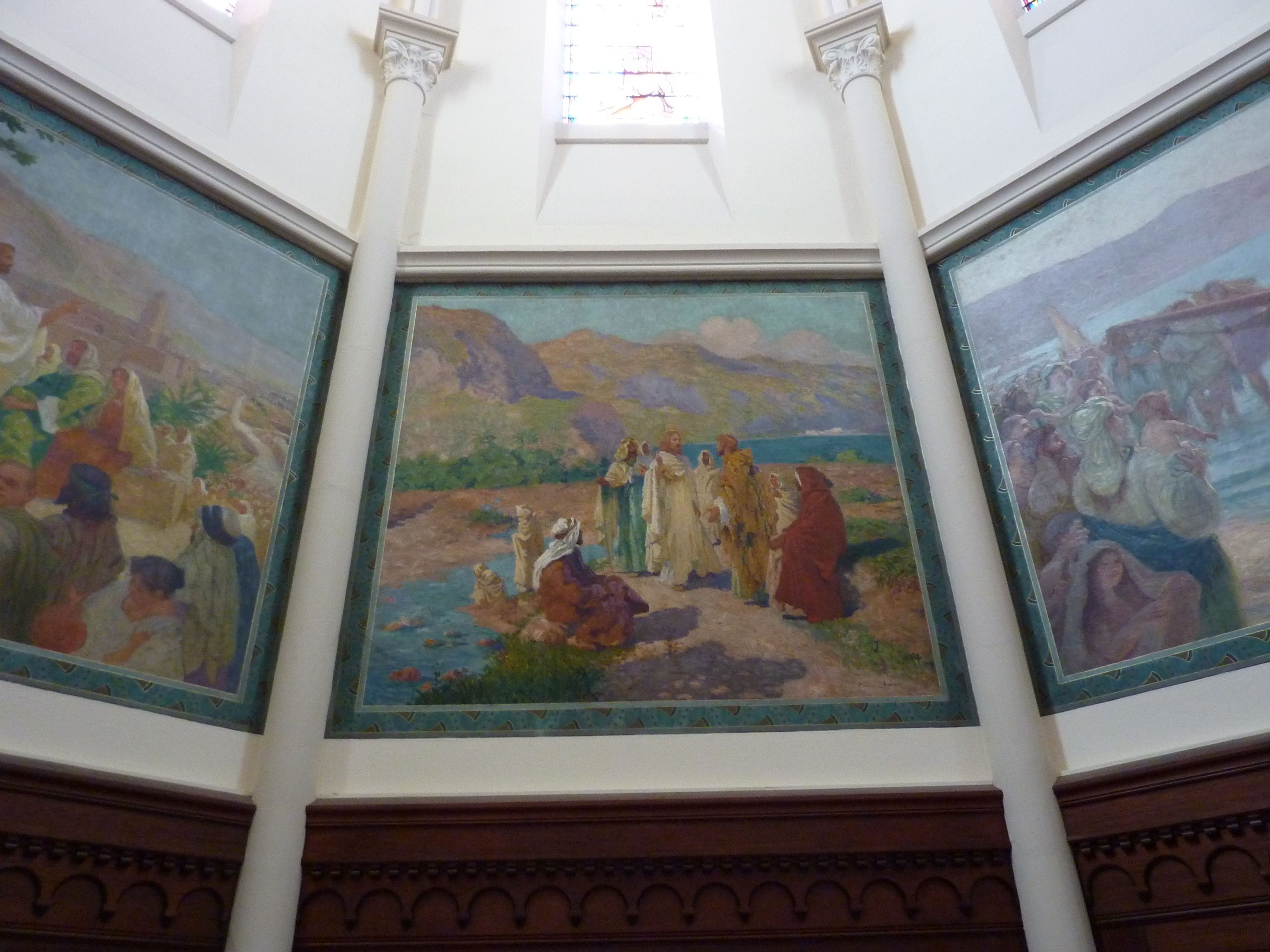
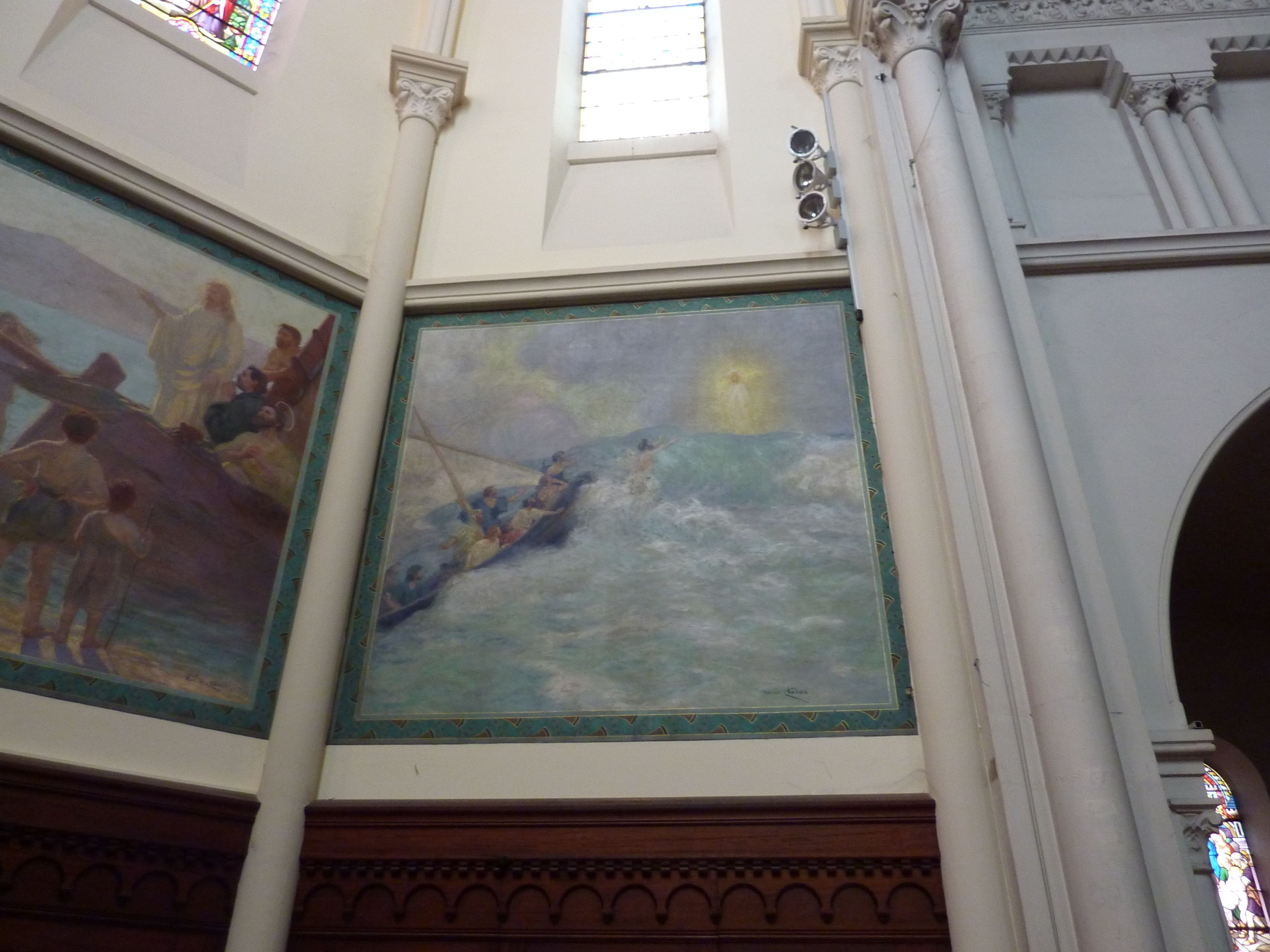

- Nantes, musée des Beaux-Arts[15] :
  - Paysage, encre de Chine, mine de plomb et lavis d'aquarelle, 38x53cm, avant 1925 ;
  - Regret sur ce qui fut, encre de Chine, mine de plomb et lavis d'aquarelle, 38x53cm, avant 1925.
  - Études de salon, dessins, série de 18 études pour les panneaux décoratifs de la gare de Lyon-Perrache ;
  - Portrait d'Ernest Pironneau, huile sur toile 61x50cm.
- Neuilly-sur-Seine, hôtel de ville : La Navigation, 1908, huile sur toile marouflée.

- Paris :

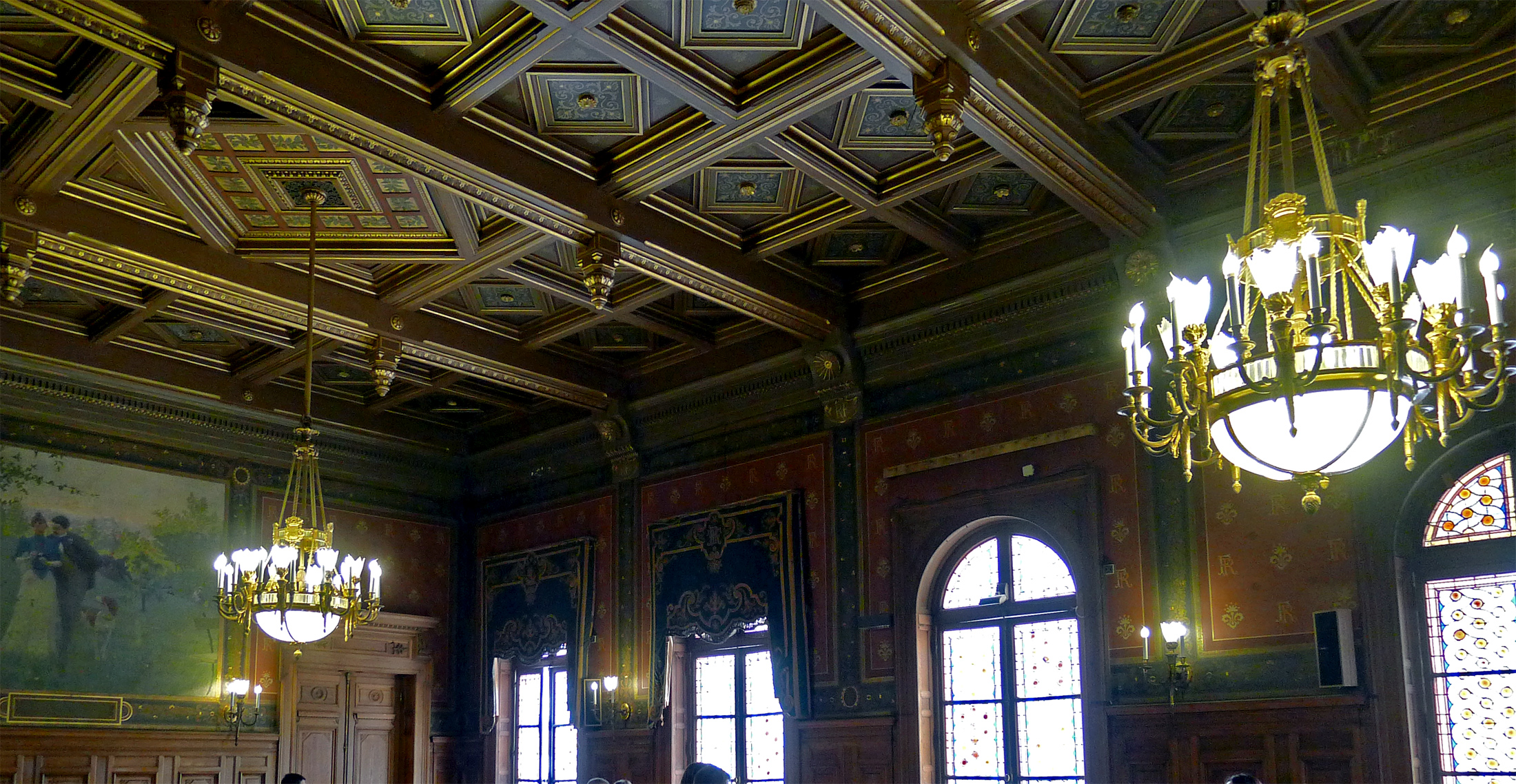
Mairie du 14e arrondissement de Paris, salle des mariages.

  - Paris-Gare-de-Lyon, Le Train bleu : Marseille, 1900, huile sur toile marouflée.
  - Mairie du 14e arrondissement de Paris, salle des mariages, trois huiles sur toile marouflées insérées dans les boiseries intitulées Les Fiançailles, Le Repas de noces et La Famille[16].
  - Petit Palais :
    - Repas nuptial, esquisse pour l'une des fresques murales de la salle des mariages de la mairie du 14e arrondissement[17].
    - Contemplation, huile sur toile[18].
    - Le lac Daumesnil - Esquisse pour la mairie de Vincennes[19].
- Poissy, musée d'Art et d'Histoire, Le pont de Poissy vu depuis le cours du quatorze-juillet, huile sur toile[20].
- Quimper, musée des beaux-arts : Rêverie, pastel 73 × 92 cm[21].
- Saint-Germain-en-Laye, musée départemental Maurice Denis « Le Prieuré », Scène symboliste, huile sur toile 81 × 62,5 cm[22].
- Vincennes, hôtel de ville, ensemble d'œuvres classées aux monuments historiques en 1982 :
  - Passerelle entre les Iles du lac Daumesnil, 1902, huile sur toile ;
  - Enfants et leurs mères devant la mairie de Vincennes, 1902, huile sur toile ;
  - Distribution du repas aux soldats dans le bois de Vincennes, 1902, huile sur toile ;
  - Promeneuse au bord du lac Daumesnil, 1902, huile sur toile ;
  - Au Bord du lac Daumesnil, 1902, huile sur toile ;
  - Le Château de Vincennes, la Tour du Village, 1902, huile sur toile ;
  - La Marne aux environs de Vincennes, 1902, huile sur toile ;
  - Jeux d'enfants devant le Donjon de Vincennes, 1902, huile sur toile ;
  - Barques et canards au bord du lac Daumesnil, 1902, huile sur toile ;
  - La Pyramide dans le bois de Vincennes, 1902, huile sur toile ;
  - Temple de l'Amour sur les rives du lac Daumesnil, 1902, huile sur toile ;
  - Rives du lac Daumesnil, 1902, huile sur toile.

### Œuvres dans les collections privées
- Suilly-la-Tour, château des Vergers.

## Salons

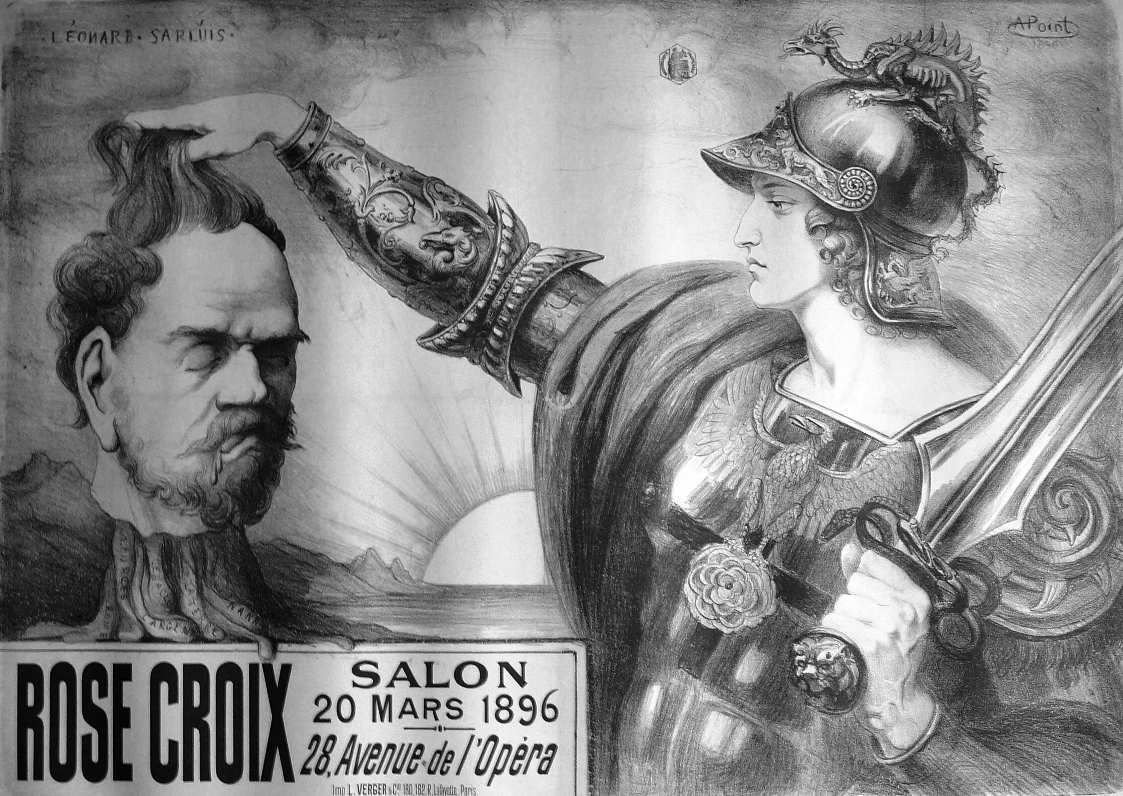
Affiche du 5e Salon de la Rose-Croix, 1896.

- Salon des artistes français, Paris,  de 1885 à 1913[23] (médaille de troisième classe en 1899, de deuxième classe en 1904[3]):
  - 1908 : L'Automne ; L'Été.
- Salon des Amis des beaux-arts de Nantes de 1890 à 1907[23].
- Salon de la Société nationale des beaux-arts, Paris, à partir de 1891 :
  - 1920 : Venez les bénis de mon père.
- Salon de la Rose-Croix de 1892 à 1897[24].
- Salon pour l'Art, Bruxelles, 1892.
- Salon d'Art idéaliste, Bruxelles, 1896.
- Salon de la Société des artistes de Neuilly-sur-Seine, 1906.
- Salon d'automne, Paris.
- Salon de la Société moderne, Paris, 1914[11].
- XXVIIIe Salon de la Société des Beaux-Arts, villa Masséna, Nice, 1923.
- Salon des Tuileries, Paris, 1923, 1924, 1925, 1927, 1928, 1929.

## Expositions
- 1892 : galerie Durand-Ruel, groupe de 69 exposants.
- 1895 : galerie des Arts Réunis, avenue de l'Opéra à Paris.
- 1900 : Exposition universelle, Paris, L'art de la pierre, médaille de brpnze[3].
- 1910 : Exposition universelle, Bruxelles.
- février-mars 1912 : Les artistes membres de la Société moderne, galerie Durand-Ruel, Paris.
- février 1913, puis 1921, 1922 : galerie Devambez, Paris[3].
- avril 1914 : Maurice Chabas - Calme, sérénité, méditation, galerie Georges Petit, Paris[3].
- 1925 : Maurice Chabas - La poésie dans la nature (paix, calme et sérénité) et quelques grandes visions, galerie Préaubert, Nantes.
- avril 1926 : L'art religieux de Maurice Chabas, La Palette française, Paris, 1926.
- janvier-février 1928 et janvier-février 1929 : Exposition Maurice Chabas, salle Lutétia, Liège[3].
- décembre 1928 : Maurice Chabas - Le calme et la poésie dans la nature, galerie des Artistes français, Chaussée d'Ixelles, Bruxelles[24].
- 1929 : galerie Brachot, Belgique.
- 1929 : exposition à Liège.
- avril 1932 : Exposition Maurice Chabas, galerie Mignon-Massart, Nantes[3].
- 1951 : exposition rétrospective, galerie Ex-Libris, Bruxelles[24].
- 1952 : galerie Bernheim-Jeune, exposition rétrospective du 26 avril au 15 mai.
- 1er octobre 1972, Blache, hôtel des ventes de Versailles, vente de l'atelier Maurice Chabas.
- 1982 : musée des Beaux-Arts de Nantes, exposition de groupe, Les peintres de la génération d'Aristide Briand dans les collections du musée de Nantes.
- 1999 : Les peintres de l'âme, le symbolisme idéaliste en France, musée d'Ixelles, Museum van Elsene, Bruxelles.
- 2002 : exposition de groupe, From Puvis de Chavannes to Matisse and Picasso au Palazzo Grassi à Venise .
- 2003 : musée du Montparnasse, Paris-Marseille de la Cannebière à Montparnasse, exposition de groupe.
- 2004 : château Borély, Marseille, Paris-Marseille de la Cannebière à Montparnasse, exposition de groupe.
- octobre 2006 - janvier 2007 : Les peintres du rêve en Bretagne - Autour des symbolistes et des Nabis du musée, musée des beaux-arts de Brest[25].
- 2009 : exposition à Pont-Aven du 24 janvier au 1er février.
- 2009 : galerie Freimeaux à Vincennes.
- 2009 : galerie Fleury, avenue Matignon à Paris (Rêverie).
- octobre 2009 - janvier 2010 : Maurice Chabas, peintre et messager spirituel, musée des Beaux-Arts de Pont-Aven[26],[27].
- avril-août 2010 : Maurice Chabas, peintre et messager spirituel, musée de Bourgoin-Jallieu[28].
- octobre 2010 - février 2011 : Le symbolisme en Rhône-Alpes - De Puvis de Chavannes à Fantin-Latour, 1880-1920 : entre ombre et lumière, musée Paul-Dini, Villefranche-sur-Saône.
- mars-juillet 2017 : Au-delà des étoiles - Le paysage mystique de Monet à Kandinsky, musée d'Orsay, Paris.
- juillet-novembre 2017 : Les retrouvailles, musée des Beaux-Arts de Brest[29].

## Réception critique et témoignages
- « Chabas, dans son tableau de l'Erracité, nous transporte en plein monde astral avec sa grande chevauchée des âmes dans l'immensité éthérée. Il est un des premiers à voir carrément abordé l'occulte avec son pinceau. » - Comte Léonce de Larmandie[30]
- « De tous les paysages de Maurice Chabas émanent la sérénité, la paix, comme un détachement suprême. Les choses semblent avoir perdu leur matérialité. Leur beauté tend au désir du beau absolu, de celui qui sera à la fois harmonique et géométrique ; leur apaisement prédispose au silence mental nécessaire pour percevoir le verbe caché sous les apparences. » - Léon de Saint-Valéry[31]

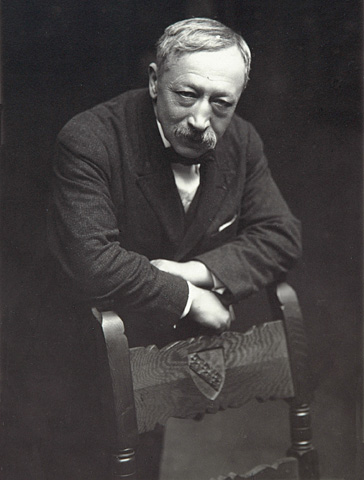
Gustave Kahn.

- « Maurice Chabas apporte quelques-unes de ses apparitions séraphiques irradiantes comme des fleurs de feu et de larges paysages dont le calme harmonieux s'épanouit comme la plus sereine musique de l'été, paysages si calmes que l'impression en est religieuse autant que celles des belles figures de Maurice Denis ou des orageuses méditations de Georges Desvallières. » - Le Mercure de France[32]
- « La qualité de l'exécutant et celle du penseur sont égales chez Maurice Chabas. Ce peintre est un voyant, mais qui voit juste. La qualité de ses ciels, traversés de nuées empourprées, rose feu, jonquille, émeraude à tendre lointain, il les a sillonnés de courses d'anges. L'Edgar Poe d'Ulalume ou d'Israfil eut été ravi de ces peintures. Mais aussi quelques grands décorateurs d'Italie, un Tiepolo ou quelque matérialiste ne voulant vois dans l'œuvre d'art que sa valeur d'exécution loueraient cette très habile polychromie et cette sorte de vérité du vol des habitants du ciel. Prestige où la technique a autant de part que la création esthétique. » - Gustave Kahn[33]
- « Tandis que Paul Chabas, chaque matin, besognait en faisant joliment tremper les charmes enfantins de son jeune modèle dans les criques paisibles de Belle-Île-en-Mer, Maurice, avant de se mettre à peindre, "contemplait". Je le verrai toujours les bords de son chapeau rabaissés sur les yeux, la tête levée, la barbe au vent, s'imprégnant de l'âme du paysage, de cette terre, de cette eau, de ce ciel qu'il allait faire revivre de ses doigts de magicien... Il y avait entre les deux frères l'abîme qui sépare le peintre de l'artiste. » - André Castelot[34]
- « Maurice Chabas cherche "la réalisation d'un idéal supérieur et revendique le titre d'artiste idéaliste" comme l'expriment bien les titres de ses toiles. Ses premiers paysages (les bords de la Loire, les gorges du Lot,, les côtes bretonnes) sont s'abord classiques puis, dans la région parisienne, prennent un ton divisionniste. Il brosse alors de grandes décorations (L'Art de la soie à la gare de Lyon-Perrache) qui présentent d'harmonieuses surfaces centrées par une dominante vive. Sa période la plus intéressante est celle des "compositions philosophiques" dont les grands rythmes effleurent l'abstraction. » - Gérald Schurr[35]
- « Maurice Chabas, tel un Prométhée des temps modernes, se voyait comme ce porteur d'étincelle qui se doit par son art, ses écrits et sa parole d'offrir au monde la chaleur et la richesse de son message spirituel. Il s'engageait ainsi à participer à la construction d'un univers futur meilleur. On ne peut comprendre l'esthétique complexe de cet artiste si l'on ne garde pas en permanence à l'esprit la singularité de ses convictions, le caractère messianique et prométhéen de sa pensée. L'œuvre de Chabas se rattache donc aux tendances idéalistes et symbolistes de la fin du XIXe siècle et du début du XXe siècle. Imprégné de mysticité, le peintre s'appliqua inlassablement à la transmettre par le biais de son art... La forme étant pour lui soumise au message spirituel, Maurice Chabas cherchait à transmettre la multiplicité de formes de divin en multipliant son apparence. Le message spirituel habite l'œuvre de l'artiste ; lui seul permet de comprendre un œuvre qui, au-delà de la forme mais à travers lui, tente d'atteindre à une "autre lumière". » - Myriam de Palma[3]

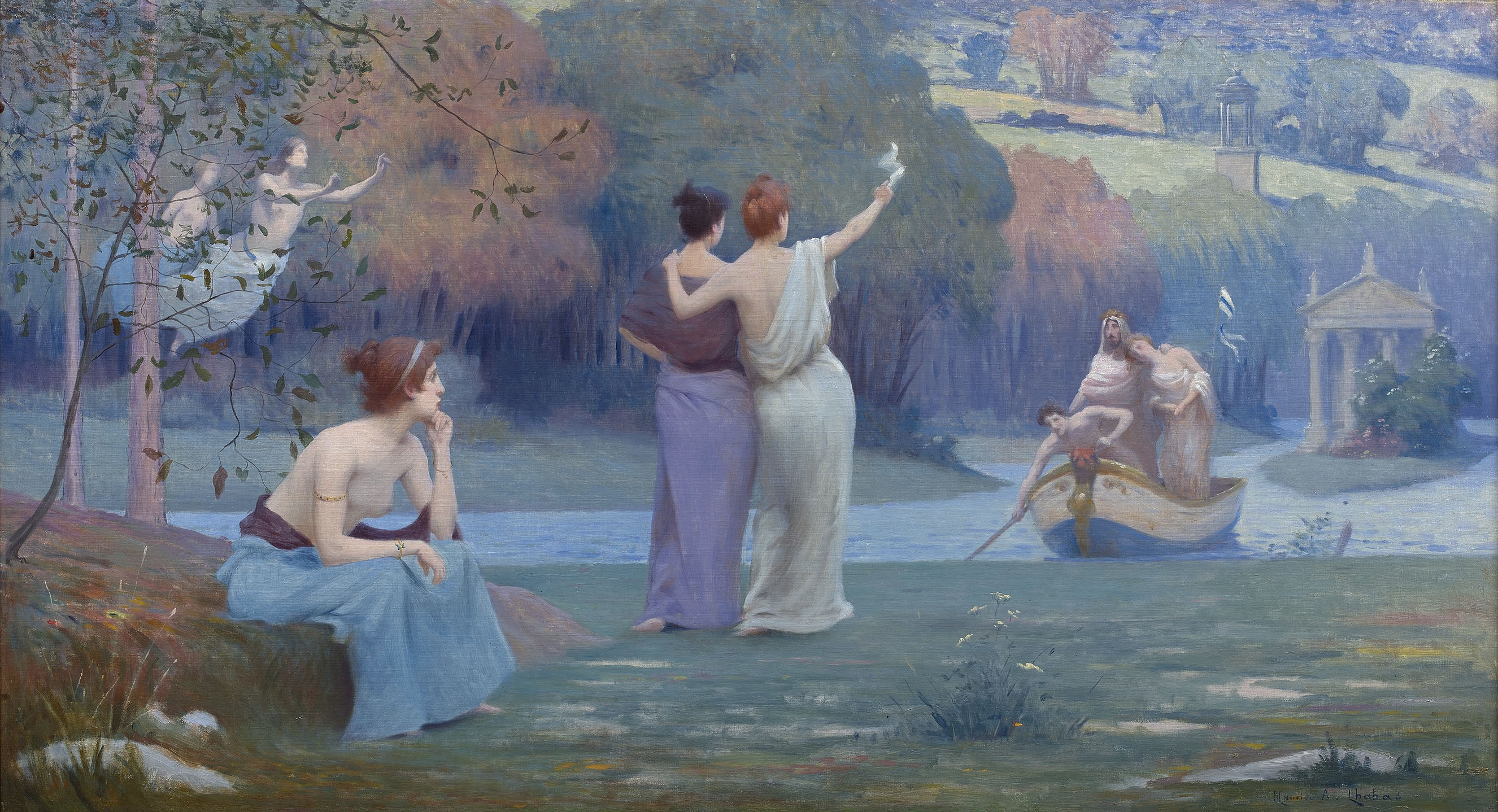
Maurice Chabas, Le Retour à Cythère, huile sur toile 60x120cm, vers 1896 (coll. particulière).

- « Proche de Pierre Puvis de Chavannes, il partage un goût pour la narration contemplative qui évoluera vers un symbolisme dont toute la puissance de suggestion s'allie à une pensée, oscillant de l'Antiquité à un idéal mystique. Son militantisme intellectuel ne freine pas une œuvre dont le succès ne cesse de croître dans les années 1920. L'artiste est admiré et fêté à chacune de ses nombreuses expositions en France et à l'étranger. Sa foi en une humanité religieuse et spirituelle s'assombrira lorsque éclatera la Seconde Guerre mondiale. Cette quête de perfection imprègne tout son œuvre. Son esthétique complexe et multiforme est la conséquence de ses convictions spiritualistes qu'il cherche à intégrer dans sa peinture. Des premières peintures proches de l'impressionnisme à la presque non-figuration, sa peinture est indépendante de toute conviction stylistique. D'où sans doute ces expérimentations simultanées, de la division de la touche sous-tendue par un vif chromatisme, à un synthétisme à partir de larges aplats de couleurs puissamment cernés. Une simplification de la forme s'imposera dans son désir de transmettre les mystères du christianisme. » - Lydia Harambourg[36]

## Récompenses et distinctions
- Exposition universelle de 1900 : médaille de troisième classe, médaille de deuxième classe et médaille de bronze.
- Exposition universelle de Bruxelles de 1910 : une médaille.
- Membre d'honneur du Salon d'automne.
- Directeur, fondateur et membre du comité du Salon des Tuileries.
- Membre de la Société idéaliste.
- Membre de la Société moderne.